# Arethusana dentata
Arethusana dentata är en fjärilsart som beskrevs av Otto Staudinger 1870. Arethusana dentata ingår i släktet Arethusana och familjen praktfjärilar. Inga underarter finns listade i Catalogue of Life.